# Abantis tanobia
Abantis tanobia, tên phổ biến là bướm nhảy thiên đường Ghana, là một loài bướm ngày thuộc họ Bướm nhảy. Loài này được tìm thấy ở miền tây của Ghana. Rừng là môi trường sống của loài này.
Con trưởng thành mọc cánh vào tháng 12, tháng 1 và tháng 2.